# Apalachicola
Apalachicola é uma cidade localizada no estado americano da Flórida, no condado de Franklin, do qual é sede. Foi incorporada em 1831.

## Geografia
De acordo com o United States Census Bureau, a cidade tem uma área de 6,8 km², onde 5 km² estão cobertos por terra e 1,8 km² por água.

### Localidades na vizinhança
O diagrama seguinte representa as localidades num raio de 48 km ao redor de Apalachicola. 

## Demografia
Segundo o censo nacional de 2010, a sua população é de 2 231 habitantes e sua densidade populacional é de 448,6 hab/km². É a localidade menos populosa do condado de Franklin, e a que, em 10 anos, teve a maior redução populacional do condado. Possui 1 352 residências, que resulta em uma densidade de 271,9 residências/km².

## Geminações
- Columbus, Geórgia, Estados Unidos [4]